# Orientilla tamaderai
Orientilla tamaderai (лат.) — вид ос-немок рода Orientilla из подсемейства Dasylabrinae. Назван в честь сборщика типовой серии энтомолога Yutaka Tamadera, специалиста по систематике жуков-златок (Buprestidae, Coleoptera).

## Распространение
Юго-Восточная Азия: Лаос.

## Описание
Длина тела 7 мм. От близких видов отличаются следующими признаками (описаны по самке ♀, самцы неизвестны): ноги в основном красные; тергит T1 в длину равен своей ширине; боковой край T2 сильно выпуклый; голова и грудь красные, брюшко чёрное. Медиальное возвышение наличника образует субтреугольную область. Мезоплеврон равномерно выпуклый и без вертикального киля; пунктировка тела крупная плотная, тергит T2 продольно пунктирован. Метасомальный сегмент 1 петиолевидный. Вид был впервые описан в 2023 году японским энтомологом Juriya Okayasu (Университет Хоккайдо, Саппоро, Япония) по типовому материалу из Лаоса.